# Acalolepta itzingeri
Acalolepta itzingeri är en skalbaggsart. Acalolepta itzingeri ingår i släktet Acalolepta och familjen långhorningar.

## Underarter
Arten delas in i följande underarter:
- A. i. itzingeri
- A. i. trobriandensis
- A. i. rosselli
- A. i. woodlarkiella